# Rémi Sénéca
Rémi Sénéca (Francia, 16 de enero de 1995) es un jugador profesional francés de rugby que se desempeña en la posición de pilar izquierdo en Section Paloise, equipo perteneciente a la liga Top 14.

## Carrera
Sénéca es un jugador de formación francesa (JIFF). Comenzó su carrera deportiva con el equipo Stade Français Paris, en el cual jugó cinco temporadas (2012-2017), después pasó a Rugby Club Vannes (2017-2021), luego a Section Paloise, donde lleva jugando tres temporadas.